# 1917年巴厘岛地震
1917年巴厘岛地震是指1917年1月21日发生于印度尼西亚巴厘岛的强烈地震。该次地震震中大致位于南纬8.3度、东经115.0度，震级为Ms 6.6级、最大烈度为9(IX)度。受本次地震影响，共有大约1500人遇难。本次地震已被美国国家地球物理数据中心列入显著地震目录。

## 构造背景
印度尼西亚所处地质构造环境属岛弧俯冲型地震构造带，岛弧呈向西南突出的C字形展布。广义而言，印度尼西亚群岛位于印度洋板块和欧亚板块动力碰撞的影响区。但若详细分析，印度尼西亚群岛可被认为是四个板块碰撞的产物，即欧亚板块、太平洋板块、菲律宾板块和印度-澳洲板块。印度洋板块以约50~70mm/yr的速度向东北方向位移，与欧亚板块碰撞汇聚于班达弧，形成了巽他—爪哇海沟，并在爪哇和苏门答腊陆块之间形成了长达3000千米的断裂带和火山群，这使得印度尼西亚成为地震多发地区。
本次地震震中位于印度尼西亚南部的巴厘岛，即接近印尼群岛南部巽他板块的构造边界的一个区域。由于巴厘岛随龙目岛、松巴哇岛等区域受印度-澳大利亚板块的俯冲，历史上该地区地震活动频繁、震害强度大，以浅源地震为主，历史地震发震深度在0至20千米之间。早年的学术研究结果显示，巴厘岛区域由于处于弗洛雷斯弧后逆冲断层上。由区域层析成像研究推断出，印度-澳大利亚板块由此地区俯冲渗透到地幔过渡带区域，具有很强的地震趋势。
有地震学家指出，印度洋东部洋域具备发生海啸的海洋深度较大、断层上下错动的要件，这一状况十分有利于巨大海啸的发生，因此该地域具有极高的地震海啸危险性。但据马塔兰大学灾害风险管理研究中心的艾柯·普拉乔科查阅史料，得出了巴厘岛地区虽然地震风险极大，但因地震引发海啸的可能性不大的结论。

## 震害情况
受地震影响，巴厘岛、爪哇岛东部地区、龙目岛和松巴哇岛等地有感，其中巴厘岛和龙目岛震感强烈。本次地震引发了十分微弱的海啸，但并未造成任何实质性的破坏。除引发微弱海啸外，该地震还造成了许多山体滑坡事件。共有大约1500人死于本次地震，其中有80%左右死于这些山体滑坡事件。此外，本次地震还致使2431座寺庙受到损坏，其中包括巴杜尔庙。